# Theope matuta
Espèce
Theope matuta est une espèce d'insectes lépidoptères de la famille  des Riodinidae et au genre Theope.

## Taxonomie
Theope matuta a été décrit par Godman et Salvin en 1897.

### Sous-espèces
- Theope matuta matuta ; présent au Costa Rica
- Theope matuta heureka Hall, 1999 ; présent en Colombie

### Nom vernaculaire
Theope matuta se nomme Giant Theope en anglais.

## Description
Theope matuta est un papillon à l'apex des ailes antérieures pointu, de couleur grise et bleu métallisé. Les ailes  antérieures sont bordées de gris aux bord costal et très largement grise au bord externe jusqu'à l'aire postdiscale. Les ailes postérieures sont poudrées de bleu métallisé avec une bordure grise le long du bord costal et du bord interne.
Le revers est de couleur cuivrée clair à violine clair  pour Theope matuta matuta, marron cuivré très foncé pour Theope matuta heureka avec chez tous une bande orange le long de la partie pasale du bord costal des antérieures.

## Biologie

### Plantes hôtes
La plante hôte de sa chenille est Pseudobombax septenatum.

## Écologie et distribution
Theope matuta est présent à Panama, au Costa Rica, en Colombie et au Venezuela,.

### Protection
Pas de statut de protection particulier.